# الطريق الأوروبي E42
الطريق الأوروبي E42 هو طريق في أوروبا وجزء من شبكة الطرق الأوروبية الدولية للأمم المتحدة. يربط دونكيرك وهو ميناء رئيسي للعبارات والحاويات في الطرف الشمالي من الساحل الفرنسي مع أشافنبورغ في الطرف الشمالي الغربي من بافاريا. يبلغ الطول الكامل للطريق حوالي 680 كيلومتر (420 ميل).